# EAFF Amputee Football Champions League
La  EAFF Amputee Football Champions League è una competizione calcistica per squadre di club organizzata dalla EAFF.

## Albo d'oro
- 2019:  Ortotek Gaziler (1)
- 2021:  Şahinbey Belediye (1)
- 2022:  Etimesgut Amputee Sport Club (1)

### Vittorie per squadra
| Squadra                      | Nazione | Vittorie | Secondi posti | Finali giocate |
| ---------------------------- | ------- | -------- | ------------- | -------------- |
| Ortotek Gaziler              | Turchia | 1        | 0             | 1              |
| Şahinbey Belediye            | Turchia | 1        | 0             | 1              |
| Etimesgut Amputee Sport Club | Turchia | 1        | 0             | 1              |
| Dinamo Altai                 | Russia  | 0        | 1             | 1              |
| Legia Warszawa               | Polonia | 0        | 1             | 1              |
| Wisła Kraków                 | Polonia | 0        | 1             | 1              |

### Vittorie per federazione
| Federazione | Finali vinte | Finali perse | Finali totali | Vincitrici                                                                 | Finaliste |
| ----------- | ------------ | ------------ | ------------- | -------------------------------------------------------------------------- | --------- |
| Turchia     | 3            | 0            | 3             | Ortotek Gaziler (1) Şahinbey Belediye (1) Etimesgut Amputee Sport Club (1) |           |